# Bucht von Tubli
Die Bucht von Tubli (arabisch خليج توبلي, DMG ḫalīǧ Tūbliyy, englisch Tubli Bay) ist eine Bucht im Hauptstadtgouvernement im Nordosten der Hauptinsel Bahrains und liegt etwa zwei Kilometer südlich der Hauptstadt Manama.

## Geographie
Die seichte Bucht hat eine Fläche von ca. 10 km² mit einer durchschnittlichen Tiefe von 2,5 Metern. Sie liegt geschützt eingegrenzt durch die Insel Sitra auf der Ostseite und Dämmen, die den Wasseraustausch mit dem offenen Meer einschränken. Der Salzgehalt in der Bucht ist daher deutlich geringer als im Meer außerhalb. Die Flut tritt zweimal täglich auf mit einer Höhe zwischen 0,2 und 2,62 Metern. Die Gezeitenzone der Bucht von Tubli weist große Schlamm- und Sandflächen und eine Neigung von 2,2 % auf. Innerhalb der Bucht befindet sich Nabih Saleh, eine kleinere Insel mit einer Fläche von etwa 1,4 km². Die Jahresdurchschnittstemperatur in der Bucht von Tubli beträgt 26,8 °C, während Regen nur spärlich auftritt und sich im Durchschnitt auf 80 mm pro Jahr beläuft.

## Flora und Fauna
Im Südwesten der Bucht von Tubli bei Ras Sanad liegt der letzte verbliebene Mangrovensumpf des Inselstaats, worin sich beispielsweise die Mangrovenart Avicennia marina findet. Entlang der Küste wachsen zudem Halophyten (Salzpflanzen) wie Queller (z. B. Salicornia herbacea), Soden (Suaeda aegyptiaca, Suaeda maritima), Halocnemum strobilaceum, Halopeplis perfoliata und Graue Gliedermelde (Arthrocnemum macrostachyum). Auf der Ostseite der Bucht von Tubli gibt es nur noch wenige Salzwiesen. Dort ist vor allem Graue Gliedermelde verbreitet. Entlang von süßwasserhaltigeren Abflüssen und Gräben wächst um die Bucht Schilfrohr, zudem werden vor allem Dattelpalmen und Gemüse angepflanzt. 
Die Bucht ist auch ein wichtiger Überwinterungsort für migrierende Wasservögel in Bahrain. Über 45 Wasservogelarten wurden in der Bucht gezählt, darunter Watvögel, Reiher, Möwen, Seeschwalben und Enten. Zwischen den Mangroven brüten Teichrallen und Stelzenläufer. Zu den in der Bucht überwinternden Vögeln gehören jedes Jahr etwa 100 Seidenreiher, 300 Sandregenpfeifer, 1000 Zwergstrandläufer, 250 Steinwälzer, 150 Fischmöwen und 2000 Lachmöwen. Bei Flut geraten verschiedene Garnelen- und Fischarten in die Bucht. Sie wird auch kommerziell für die Garnelen- und Fischzucht genutzt. Zu den vorkommenden Garnelenarten zählen Penaeus semisulcatus und Melicertus latisulcatus sowie Metapenaeus stebbingi und Metapenaeus kutchensis. Zu den in der Bucht gefangenen Fischen zählen Seekatzen.

Wasservögel in der Bucht von Tubli
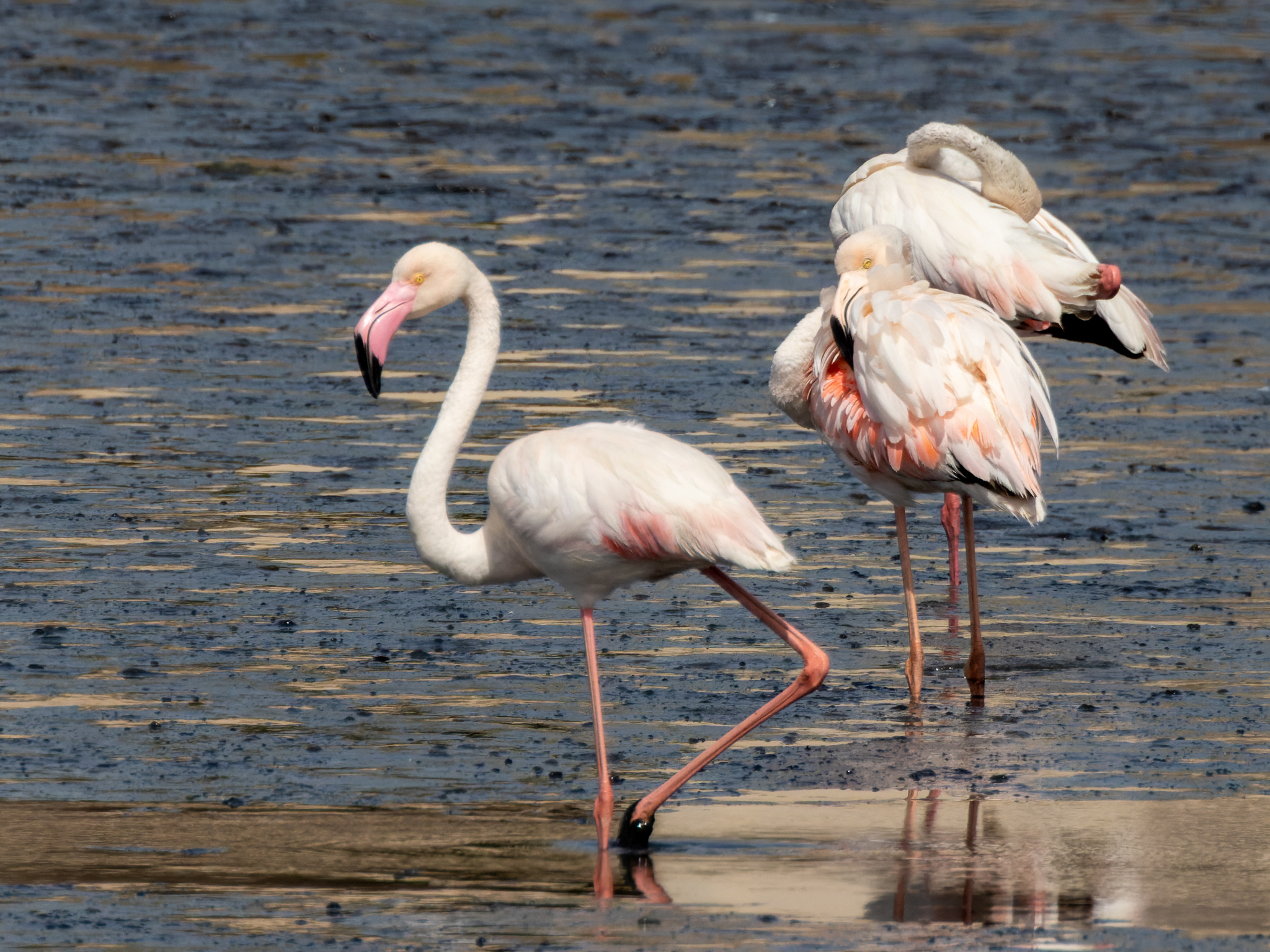
Rosaflamingos
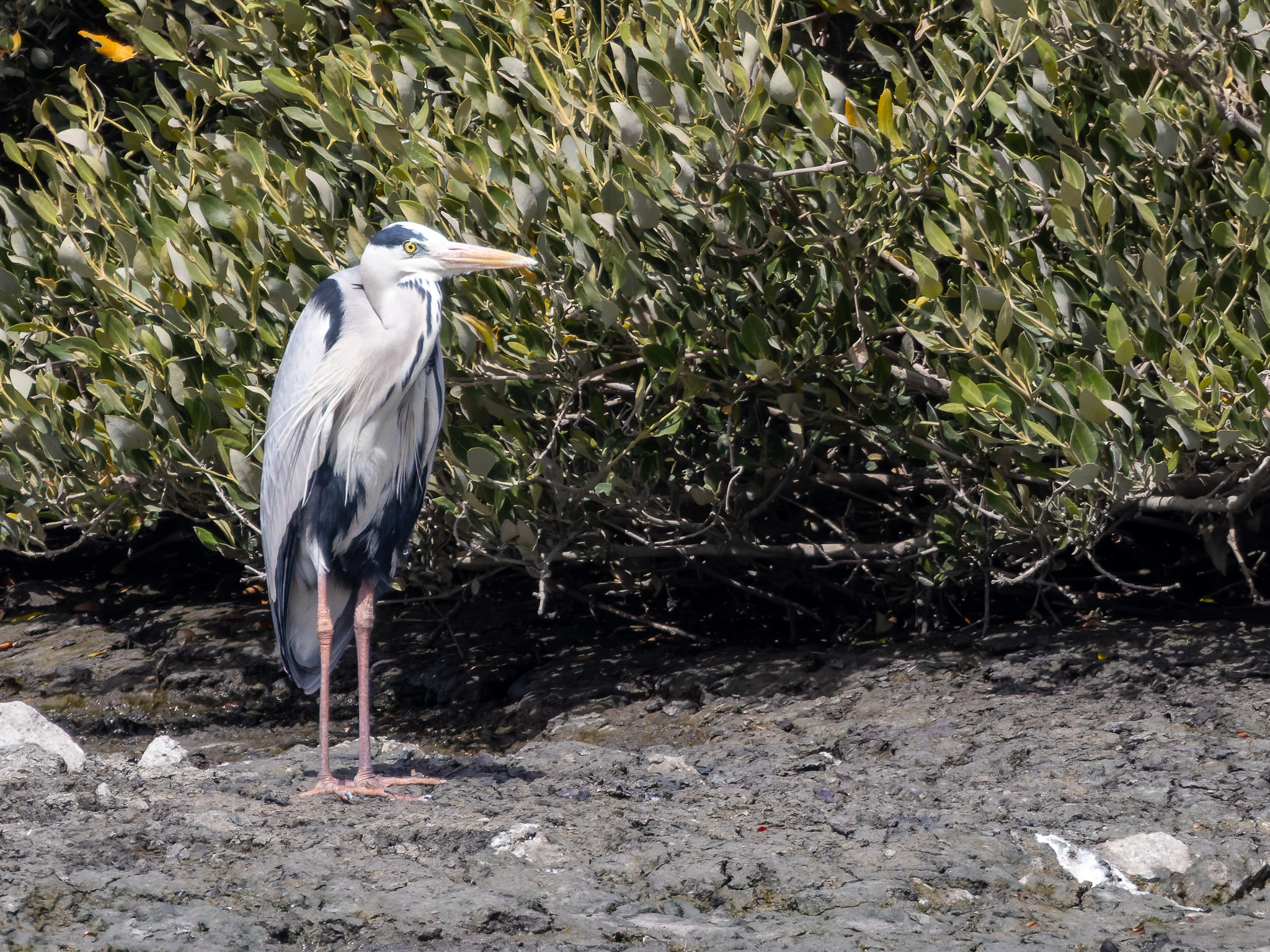
Graureiher
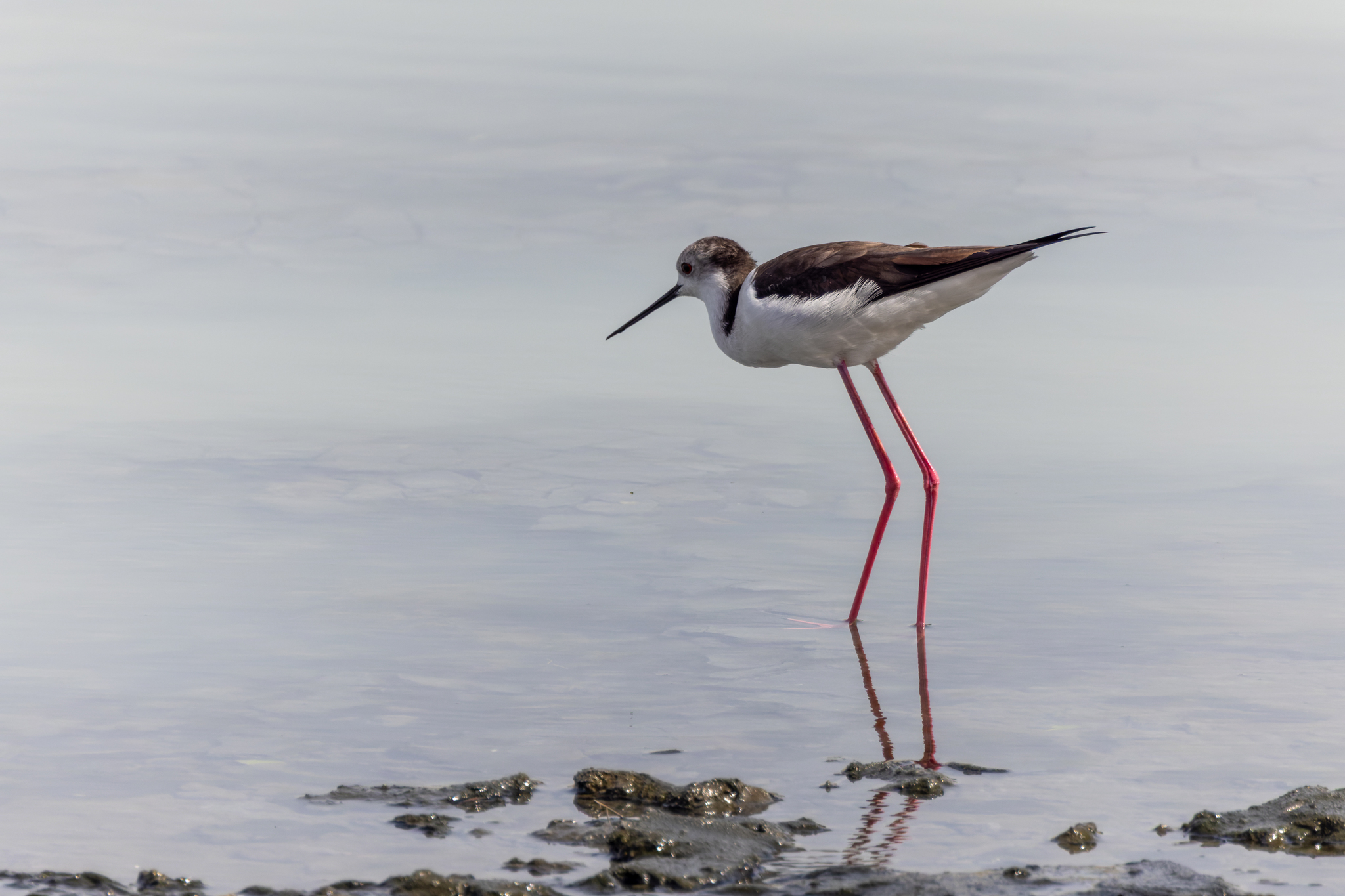
Stelzenläufer
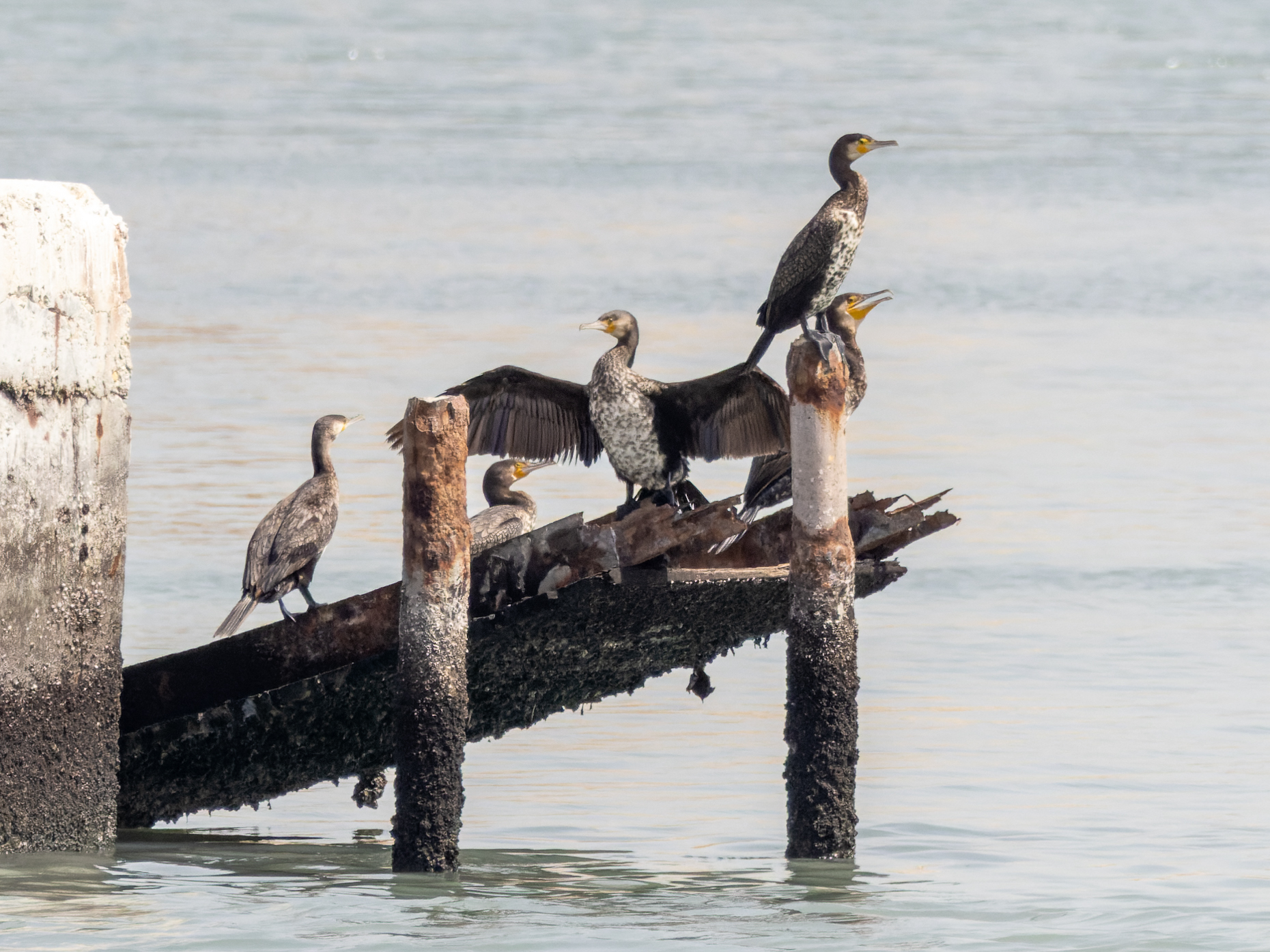
Kormorane

## Naturschutz
Durch fortschreitenden Grundstücksbau und andere Entwicklungen wurden Dattelpalmen-Plantagen mit der Zeit immer mehr verdrängt, sodass einige seltene Lebensräume verloren gingen, darunter für den Seidenwürger Ende der 1980er. Es kam auch zu Beeinträchtigungen der Wasserqualität durch Öl und Abwässer. An der Bucht gelegene Sandwaschanlagen leiten Wasser mit hohem Sedimentgehalt in sie hinein. Auch der Bestand an Mangroven ging infolgedessen zurück.
1988 wurde daher eine Fläche von 250 Hektar um den verbliebenen Mangrovensumpf bei Ras Sanad als Naturschutzgebiet ausgewiesen. Zudem wurde versucht, die Mangroven wieder aufzuforsten. Die Bucht wird darüber hinaus von BirdLife International als eine von vier Important Bird Areas in Bahrain eingestuft. Eine Fläche von 1610 ha wurde am 27. Oktober 1997 als Ramsar-Gebiet mit der Nummer 921 ausgewiesen. Stand Mai 2022 gibt es insgesamt zwei Ramsar-Gebiete in Bahrain.